# Megachile rhodopus
Megachile rhodopus là một loài Hymenoptera trong họ Megachilidae. Loài này được Cockerell mô tả khoa học năm 1896.